# Colegiul Național „Ioniță Asan” din Caracal

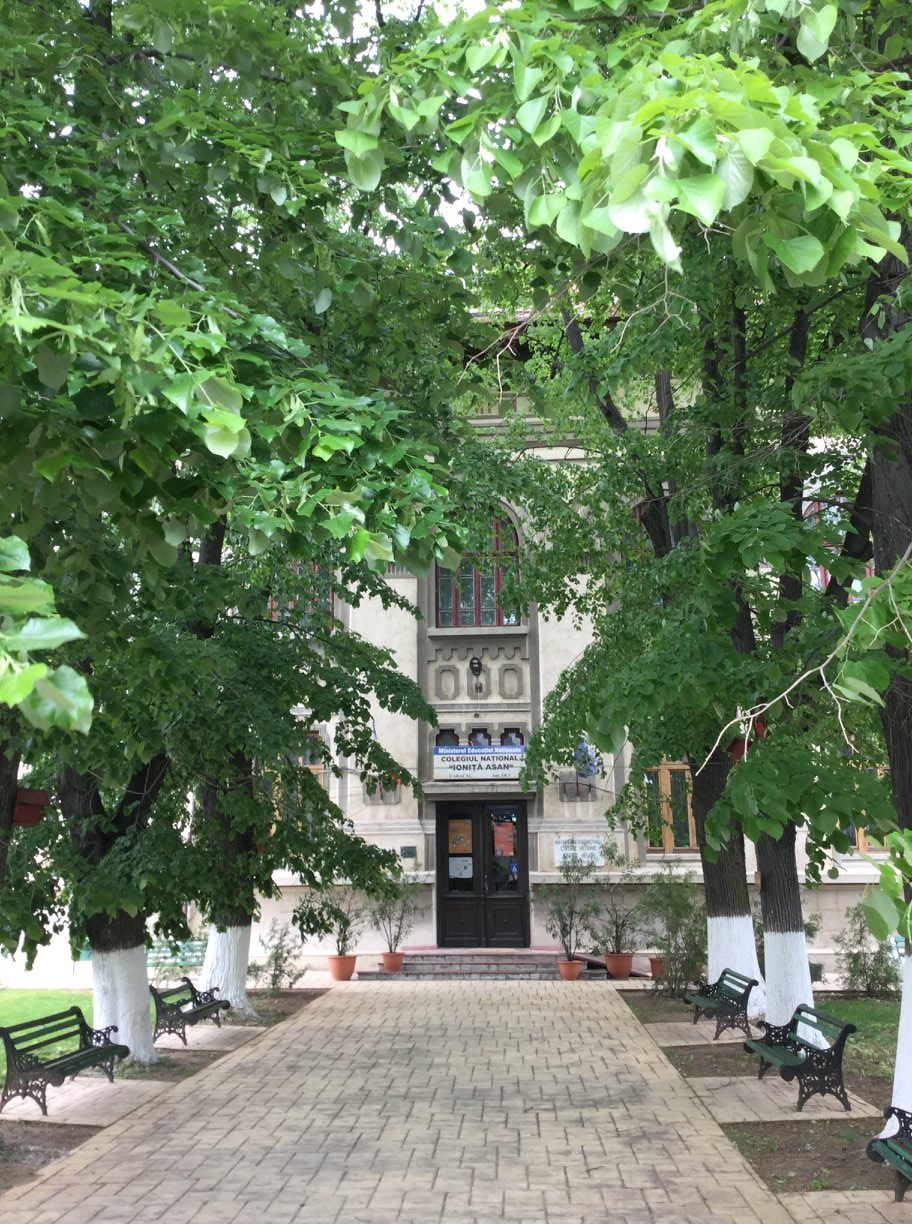
Intrarea profesorilor

Colegiul Național „Ioniță Asan” este un liceu din municipiul Caracal, situat pe Bulevardul Nicolae Titulescu, nr. 39.
De câțiva ani, locuitorii Caracalului simțiseră necesitatea construirii unui gimnaziu în orașul lor, astfel încât, în toamna anului 1888, cu aprobarea ministrului Educației, Titu Maiorescu, s-a deschis unul. Acesta a fost dedicat lui Ioan Asan I al Bulgariei. Biblioteca școlii a fost deschisă în 1889 și în 1902 a primit numele de „Nică Barbu Locusteanu”, ca semn de recunoștință pentru o donație substanțială. În primii ani, școala a funcționat într-o casă privată. Primul local propriu al liceului a fost ridicat între anii 1891 și 1893, pe un teren expropriat din apropierea parcului orașului. Din cauza solului mlăștinos, autoritățile au întâmpinat mici probleme în construirea clădirii, aceasta având nevoie de o fundație ridicată. Costul s-a ridicat la 150.000 de lei, bani asigurați de Guvernul României și de Consiliul Județean Romanați.
În septembrie 1919, în urma solicitărilor repetate ale directorului, gimnaziul a devenit liceu. Noua clădire mare și impunătoare a fost ridicată între 1922 și 1928, pe un teren donat de primărie. Liceul ajunsese de la 402 studenți în anul școlar 1918–1919, la 838 în anul școlar 1927–1928. Un amfiteatru pentru spectacole și prelegeri a fost construit între anii 1930–1940. Tot în anii '30 au apărut mai multe publicații studențești, în timp ce în 1944 a fost înființată societatea culturală „H.G. Lecca⁠(d)”. Conducerea acestei organizații a decis să deschidă o galerie de artă care să prezinte lucrări ale artiștilor locali. După ce au strâns fondurile necesare și au primit sprijinul directorului, au lansat un apel către artiști, care au răspuns cu entuziasm. Forța principală din spatele inițiativei a devenit Marius Bunescu, drept pentru care, pinacoteca îi poartă numele. Acesta a căutat să achiziționeze lucrări semnificative pentru sala de expoziție, care s-a deschis cu 26 de tablouri și acum deține peste 300, făcându-l singurul muzeu de artă din interiorul unui liceu românesc.
Odată cu instaurarea Regimului Comunist în România, în 1948, s-a renunțat la numele „Ioniță Asan”, iar clasa a XII-a a fost eliminată până la noua Reformă a Educației din 1968. Liceul a beneficiat de mai multe modernizări în perioada anilor '70 - '80, printre care se numără: o clădire nouă pentru clasele I - VIII și o cantină, în 1977, iar în 1980 o extindere a clădirii vechi. Tot în perioada comunistă, au avut loc diverse schimbări de nume, instituția fiind transformată în liceu industrial, în 1983. După Revoluția Română din decembrie 1989, liceul și-a recăpătat numele („Ioniță Asan”) și profilul teoretic. Tot atunci, a fost ridicat și la rangul de „Colegiu Național”, datorită rezultatelor de excelentă obținute de elevii săi.
În prezent, clădirea liceului este în restaurare, aceasta fiind clasată, în 2021, cu grad I de risc seismic. Aceasta este monument istoric, având codul de identificare: OT-II-m-B-08796.